# المسجد الأبيض (الناصرة)
المسجد الأبيض، (بالعبرية: המסגד הלבן). هو مسجد قديم يقع في الناصرة، وهو أحد أبرز معالم البلدة القديمة. أمر ببنائه سليمان باشا العادل عام 1785. وفي عام 1799 تم بناء رواق ومئذنة للمسجد، وفي عام 1804 تمت إضافة غرف تدريسية وتم بناء السور. يحوي المسجد متحف صغير فيه مستندات وسجلات قديمة.